# Toynton All Saints
Toynton All Saints est une paroisse civile et un village du Lincolnshire, en Angleterre.